# Iuridae
Iuridade é uma família de escorpiões, da ordem Arachnida.

## Gêneros
| Calchas Birula, 1899 |
| Iurus Thorell, 1876  |